# 7 мая
7 мая — 127-й день года (128-й в високосные годы) по григорианскому календарю.
До конца года остаётся 238 дней.
До 15 октября 1582 года — 7 мая по юлианскому календарю, с 15 октября 1582 года — 7 мая по григорианскому календарю.
В XX и XXI веках соответствует 24 апреля по юлианскому календарю.

## Праздники и памятные дни
См. также: Категория:Праздники 7 мая

### Национальные
- Россия,  Беларусь,  Армения,  Кыргызстан,  Таджикистан — День радио (1895).
- Дания — День молитвы.
- Казахстан — День защитника Отечества (1992).
- Литва — День возвращения печати, языка и книги (1904).
- Шотландия — День весны.

### Религиозные
Православие
- Память мученика Александра Лионского (ок. 177);
- память мучеников Пасикрата и Валентина (228)[4];
- память мучеников Саввы Стратилата и с ним 70 воинов (272)[5];
- память мучеников Евсевия, Неона, Леонтия, Лонгина и иных (303);
- память преподобной Елисаветы Константинопольской, чудотворицы, игуменьи (V)[6];
- память преподобного Фомы юродивого (546—560)[7];
- память преподобного Саввы Печерского, в Ближних пещерах (XIII);
- память преподобного Алексия, затворника Печерского, в Ближних пещерах (XIII);
- память Молченской иконы Божией Матери (1405);
- память святителя Симеона (Стефана) Трансильванского (1656)[8];
- память мученика Сергия Архангельского (1938);
- память священномученика Бранко Добросавлевича[англ.], пресвитера (1941) (Сербия).

### Именины
- Православные: Алексей, Валентин, Евсей, Елизавета, Иван, Леонтий, Лонгин, Неон, Пасикрат, Савва, Станислав, Фома, Регина.
- Католические: Людмила, Венедикт, Людомир.

## События
См. также: Категория:События 7 мая

### До XIX века
- 1104 — крестоносцы потерпели поражение в битве при Харране.
- 1253 — из Константинополя к монголам отправилось французское посольство во главе с монахом-францисканцем Виллемом Рубруком (Guillaume de Rubrouck).
- 1663 — в центре Лондона открылся Королевский театр. Через девять лет он сгорел, но был вновь возведён на своём нынешнем месте на Друри-Лейн. Ныне это старейший театр Англии.
- 1755 — в здании Аптекарского дома у Воскресенских ворот на месте нынешнего Исторического музея на Красной площади открылся Московский университет[9].
- 1794 — по предложению Робеспьера во Франции ввели культ Верховного Существа.

### XIX век
- 1824 — в Вене состоялось первое исполнение Девятой симфонии Людвига Ван Бетховена (Ludwig van Beethoven). Посвящённая королю Пруссии Фридриху Вильгельму III (Friedrich Wilhelm III), она была встречена публикой овацией.
- 1826 — начало работ по составлению (1826—1830) первого Полного собрания законов Российской империи под руководством М. М. Сперанского.
- 1861 — штат Теннесси вступил в военный союз с Конфедерацией[10].
- 1875 — подписание русско-японского договора об обмене территориями, по которому Курильские острова уступались Россией Японии в обмен на остров Сахалин.
- 1895 — в Петербурге русский физик и электротехник Александр Попов продемонстрировал свой «Прибор для обнаружения и регистрирования электрических колебаний».

### XX век
- 1904 — отмена в Российской империи запрета на литовскую латиницу (введён в 1864 году); в Литве отмечается как День возвращения печати.
- 1906 — Александр Блок написал стихотворение «Незнакомка».
- 1915 — германская подводная лодка «U-20» атаковала английский пассажирский корабль «Лузитания»; погибло 1198 пассажиров.
- 1918 — восставшие против большевиков донские казаки и прибывший отряд полковника Дроздовского взяли Новочеркасск. Окончание похода Первой Отдельной бригады Русских добровольцев из Румынии на Дон, известного как «Дроздовский поход».
- 1920
  - Подписан договор о мире между РСФСР и независимой Грузией.
  - В Киев вступили украинские и польские войска.
- 1927
  - Открыт аэропорт в Сан-Франциско (SFO), с 1955 — международный.
  - Основана авиакомпания VARIG — первая в Бразилии.
- 1934 — создание на Амуре Еврейской автономной области с центром в Биробиджане.
- 1940 — Московскому государственному университету присвоено имя Михаила Ломоносова.
- 1941 — оркестр Гленна Миллера записал одну из самых популярных своих мелодий «Chattanooga Choo Choo».

- 1945

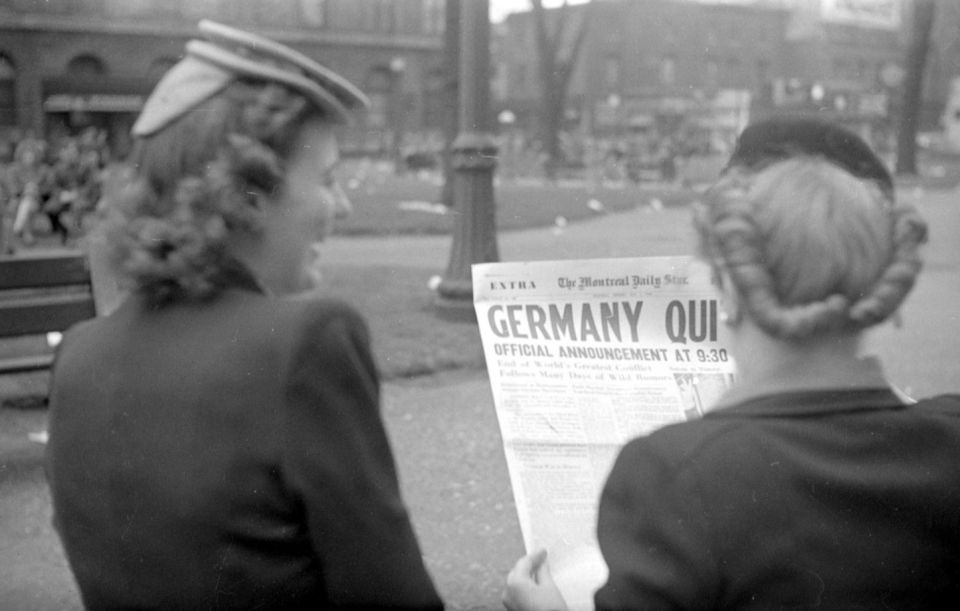
Montreal Daily Star: «Germany Quit», 7 мая 1945

  - 7 мая в 2:41 ночи в Реймсе был подписан акт о безоговорочной капитуляции Германии.
  - Войсками союзников освобождён концлагерь Маутхаузен.
- 1946 — в Токио основана компания «Токио цусин когё» («Токийская компания телесвязи»), впоследствии «Сони».
- 1951 — Международный олимпийский комитет пригласил СССР принять участие в Олимпийских играх 1952 года.
- 1954
  - США, Франция и Англия ответили отказом на предложение СССР войти в состав НАТО.
  - Капитуляцией французского гарнизона завершилось сражение при Дьенбьенфу, решающее сражение Первой Индокитайской войны.
- 1956 — министр здравоохранения Великобритании отказался начать кампанию по борьбе с курением, заявив, что он лично не убеждён в его вреде.
- 1958 — первая авиакатастрофа в истории самолётов Ил-18. Погибли 10 человек.
- 1960 — Михаил Таль стал 8-м чемпионом мира по шахматам.
- 1965
- архиепископ Алексий (будущий Патриарх Алексий II) назначен председателем Учебного комитета.
- президиум Верховного совета СССР наградил Отдельный полк специального назначения (ныне — Президентский полк Службы коменданта Московского Кремля)  орденом Красного Знамени. В этот день полк отмечает День части.
- 1971
  - «Black Sabbath» получили «Золотой диск» за альбом «Paranoid».
  - В США объявлено, что в сентябре пройдут гастроли Дюка Эллингтона в СССР.
- 1974 — в Москве лингвист Татьяна Ходорович, математик Татьяна Великанова и биолог Сергей Ковалёв проводят пресс-конференцию, на которой сообщают, что отныне берут на себя ответственность за распространение «Хроники текущих событий». Три новых выпуска «Хроники» были переданы иностранным корреспондентам.
- 1984 — Андрей Сахаров принудительно доставлен в Горьковскую областную клиническую больницу, где содержался в течение 4 месяцев[значимость факта?].
- 1985 — Совет Министров СССР принял постановление № 410 «О мерах по преодолению пьянства и алкоголизма, искоренению самогоноварения»[11].
- 1986 — финал Кубка европейских чемпионов: румынский футбольный клуб «Стяуа» в серии пенальти обыграл «Барселону». Вратарь «Стяуа» Хельмут Дукадам отбил 4 из 4 ударов игроков соперника.
- 1988 — начало учредительного собрания «Демократического союза», первой оппозиционной КПСС политической партии.
- 1992
  - Соответствующими указами президентов России и Казахстана созданы Вооружённые силы РФ и Вооружённые силы Республики Казахстан.
  - В Латвии введён в обращение латвийский рубль.
  - В России водка и спирт впервые начали реализовываться по свободным ценам.
- 1995
  - Сборная Финляндии впервые стала чемпионом мира по хоккею.
  - Национальный банк Украины выпустил монету номиналом 200 тысяч карбованцев.
- 1996 — Рижская дума переименовала улицу «Космонавтикас гатве» в Джохара Дудаева гатве.
- 1997
  - Компания Intel официально представила микропроцессор Pentium II.
  - На Каннском кинофестивале прошла премьера фильма Люка Бессона «Пятый элемент».
- 1999 — впервые с раскола христианской церкви в 1054 году папа римский посетил православную страну (Румынию).
- 2000 — первая инаугурация президента Российской Федерации Владимира Путина.

### XXI век
- 2003
  - Университет Карнеги — Меллона создал «Зал славы роботов» с целью отдать дань уважения как самим роботам, так и их создателям.
  - Первое в XXI веке для земного наблюдателя прохождение Меркурия по диску Солнца, доступное для наблюдателей большей части Африки и Евразии.

- 2004 — вторая инаугурация Владимира Путина.
- 2008 —  инаугурация Дмитрия Медведева.
- 2012 — третья инаугурация Владимира Путина.
- 2018 — четвёртая инаугурация Владимира Путина.
- 2024 — пятая инаугурация Владимира Путина.

## Родились
См. также: Категория:Родившиеся 7 мая

### До XIX века
- 1530 — Людовик I де Бурбон-Конде (уб. 1569), 1-й принц де Конде (с 1546), родоначальник рода Конде.
- 1676 — Пьетро Джанноне (ум. 1748), итальянский юрист, историк, философ и литератор.
- 1704 — Карл Граун (ум. 1759), немецкий композитор («Смерть Иисуса», «Те деум» и др.).
- 1711 — Дэвид Юм (ум. 1776), шотландский философ, историк, экономист.
- 1713 — Алекси Клод Клеро (ум. 1765), французский математик, механик и астроном, в 18 лет ставший самым молодым в истории членом Французской академии наук.
- 1748 — Олимпия де Гуж (настоящее имя Мари Гуз; казнена в 1793), французская писательница, драматург, журналистка, политическая активистка, феминистка и сторонница аболиционизма.
- 1763 — князь Юзеф Понятовский (погиб в 1813), польский и французский военачальник, генерал, маршал Франции.
- 1774 — Фрэнсис Бофорт (ум. 1857), британский адмирал, военный гидрограф, разработчик 12-балльной шкалы силы ветра.
- 1776 — Даниэль Берженьи (ум. 1836), венгерский поэт.

### XIX век
- 1812 — Роберт Браунинг (ум. 1889), английский поэт и драматург.
- 1819 — Отто Струве (ум.1905), российский астроном, член Петербургской АН.
- 1832 — Франсуа-Анри-Ренэ Аллен-Тарже (ум. 1902), французский политик.
- 1833 — Иоганнес Брамс (ум. 1897), немецкий композитор, пианист и дирижёр.
- 1836 — Станислав Козьмян (ум. 1922), польский писатель и театральный режиссёр.
- 1840
  - Пётр Ильич Чайковский (ум. 1893), русский композитор, педагог, дирижёр, музыкальный критик.
  - Адольф Павинский (ум. 1896), польский историк, архивист, профессор Варшавского университета.
- 1861 — Рабиндранат Тагор (ум. 1941), индийский писатель, поэт, философ, лауреат Нобелевской премии (1913).
- 1867 — Владислав Реймонт (ум. 1925), польский писатель, лауреат Нобелевской премии (1924).
- 1868 — Станислав Пшибышевский (ум. 1927), польский писатель.
- 1869 — Николай Яковлев (ум. 1950), русский советский актёр и режиссёр театра, народный артист СССР.
- 1892 — Иосип Броз Тито (ум. 1980), югославский революционер, политический, государственный, военный и партийный деятель; президент Югославии (1945—1980).
- 1896 — Павел Александров (ум. 1982), математик, академик, основатель советской топологической школы.
- 1898 — Глафира Жуковская (ум. 1991), оперная певица (лирическое сопрано), педагог, заслуженная артистка РСФСР.

### XX век
- 1901 — Гэри Купер (при рожд. Фрэнк Джеймс Купер; ум.1961), американский киноактёр.
- 1903 — Николай Заболоцкий (ум.1958), русский советский поэт, переводчик, в том числе «Слова о полку Игореве», автор «Столбцов», «Торжества земледелия» и др.; репрессирован в 1938 г.
- 1904 — Вэл Льютон (настоящее имя Владимир Левентон; ум.1951), американский кинопродюсер, писатель и сценарист.
- 1905 — Иван Флёров (погиб в 1941), капитан, командир первой в РККА отдельной батареи реактивной артиллерии, Герой России (1995).
- 1908 — Макс Грюндиг (ум.1989), немецкий предприниматель, основатель концерна радиоэлектроники «Grundig».
- 1909 — Эдвин Лэнд (ум.1991), американский изобретатель, создатель фотокамеры «Полароид», основатель компании «Polaroid».
- 1913 — Леонтий (в миру Леонид Бондарь; ум.1999), епископ Русской церкви, митрополит Оренбургский и Бузулукский.
- 1919
  - Эвита Перон (ум.1952), аргентинская актриса, политик-популист, жена президента Хуана Перона.
  - Борис Слуцкий (ум.1986), русский советский поэт-фронтовик, переводчик.
- 1923 — Энн Бакстер (ум.1985), американская актриса, обладательница премий «Оскар» и «Золотой глобус».
- 1925 — Лев Мирский (ум.1996), советский кинорежиссёр («Карьера Димы Горина», «Это было в разведке» и др.) и актёр.
- 1927 — Рут Джабвала (ум.2013), британская и американская писательница и киносценаристка, лауреат Букеровской премии и двух «Оскаров».
- 1928 — Даниил Нетребин (ум.1999), актёр театра и кино, заслуженный артист РСФСР.
- 1930
  - Игорь Безродный (ум.1997), скрипач, дирижёр, педагог, народный артист РСФСР.
  - Анатолий Лукьянов (ум.2019), советский партийный и государственный деятель, российский политик.
- 1931 — Джин Вулф (ум.2019), американский писатель-фантаст.
- 1934 — Евгений Ясин, российский экономист, государственный и общественный деятель, министр экономики РФ (1994—1997).
- 1936 — Джимми Раффин (ум.2014), американский певец в жанре соул.
- 1939
  - Руджеро Деодато (ум. 2022), итальянский кинорежиссёр, сценарист и продюсер.
  - Леонид Дьячков (ум.1995), актёр театра и кино, народный артист РСФСР.
  - Элеонора Маклакова (ум. 2024), советский и российский художник по костюмам кино, театра и телевидения, лауреат премии «Эмми» (1986).
  - Сидни Олтмен (ум.2022), канадский и американский молекулярный биолог, лауреат Нобелевской премии по химии (1989).
- 1941
  - Карен Геворкян, советский, армянский и российский кинорежиссёр и сценарист.
  - Кама Гинкас, советский и российский театральный режиссёр, народный артист РФ.
- 1946 — Владимир Бортко, советский и российский кинорежиссёр, сценарист, продюсер, народный артист России и Украины.
- 1947 — Вадим Егоров, советский и российский поэт, бард, автор песен.
- 1961 — Любовь Германова, советская и российская актриса кино, телевидения и дубляжа.
- 1969 — Катерина Малеева, болгарская теннисистка.
- 1975 — Николь Шеридан, американская киноактриса.
- 1980 — Ким Нам Сун, южнокорейская спортсменка, олимпийская чемпионка по стрельбе из лука (2000).
- 1983
  - Марко Гальяццо, итальянский стрелок из лука, двукратный олимпийский чемпион.
  - Йосип Гласнович, хорватский стрелок, олимпийский чемпион (2016).
  - Александр Легков, российский лыжник, олимпийский чемпион (2014).
- 1985 — Тонье Нёстволл, норвежская гандболистка, двукратная олимпийская чемпионка (2008, 2012).
- 1993 — Виктория Дивак (ум. 2023), российская гандболистка.
- 1995 — Фред Керли, американский легкоатлет, трёхкратный чемпион мира.

## Скончались
См. также: Категория:Умершие 7 мая

### До XIX века
- 399 до н. э. — Сократ (р.469 до н. э.), древнегреческий философ.
- 973 — Оттон I Великий (р.912), король Германии (с 936), император Священной Римской империи (с 962).
- 1073 — Антоний Печерский (р.983), один из основателей Киево-Печерской лавры, почитается Русскою Церковью как «начальник всех Российских монахов».
- 1617 — Давид Фабрициус (р.1564), немецкий астроном и пастор.
- 1682 — Фёдор Алексеевич (р.1661), русский царь (1676—1682).
- 1795 — казнён Антуан Кантен Фукье де Тенвиль (р.1746), юрист, деятель Великой французской революции.
- 1800 — Никколо Пиччинни (р.1728), итальянский и французский композитор.

### XIX век
- 1815 — Иван Дорохов (р.1762), генерал-лейтенант русской армии, герой Отечественной войны 1812 года.
- 1825 — Антонио Сальери (р.1750), австрийский композитор итальянского происхождения, дирижёр, педагог.
- 1840 — Каспар Давид Фридрих (р.1774), немецкий живописец.
- 1879 — Шарль Теодор Анри де Костер (р.1827), бельгийский писатель, автор романа «Легенда об Уленшпигеле».
- 1889 — граф Дмитрий Андреевич Толстой (р.1823), русский государственный деятель, сенатор, историк.
- 1890 — Джеймс Несмит (р.1808), английский астроном и инженер, изобретатель парового молота и гидравлического пресса.

### XX век
- 1925 — покончил с собой Борис Савинков (р.1879), российский революционер, террорист, один из лидеров партии эсеров.
- 1941 — Джеймс Джордж Фрэзер (р.1854), британский антрополог, этнолог, культуролог, фольклорист, историк религии.
- 1942
  - Феликс Вайнгартнер (р.1863), австрийский симфонический дирижёр и композитор.
  - убит Серафим Знаменский (р.1906), советский легкоатлет, стайер, победитель и призёр чемпионатов СССР.
- 1951
  - Уорнер Бакстер (р.1889), американский киноактёр, лауреат премии «Оскар».
  - Василий Ульрих (р.1889), председатель Военной коллегии Верховного суда СССР (1926—1948).
- 1966 — Станислав Ежи Лец (р.1909), польский писатель-сатирик, поэт, афорист, философ.
- 1979 — Алексей Смирнов (р.1920), актёр театра и кино, заслуженный артист РСФСР.
- 1990 — Аслан Хадарцев (р.1961), советский борец вольного стиля, многократный чемпион мира и Европы.
- 1993 — Владимир Мельников (р.1928), советский конструктор вычислительной техники, академик.
- 1998 — Аллан Кормак (р.1924), южноафриканский и американский физик, один из разработчиков компьютерной томографии, лауреат Нобелевской премии (1979).
- 1999 — Василий Андрианов (р.1920), советский лётчик-штурмовик, генерал-майор авиации, дважды Герой Советского Союза.

### XXI век
- 2001 — Борис Рыжий (р. 1974), русский поэт и геофизик.
- 2011 — Уиллард Бойл (р. 1924), американский физик, «отец цифровой фотографии», лауреат Нобелевской премии (2009).
- 2017 — Владимир Богин (р. 1946), советский и российский актёр театра и кино, народный артист РФ.
- 2018 — Эрманно Ольми (р. 1931), итальянский кинорежиссёр и сценарист.
- 2021
  - Егор Лигачёв (р. 1920), советский и российский государственный и политический деятель.
  - Владимир Качан (р. 1947), советский и российский актёр театра и кино, народный артист РФ.
- 2023 — Александр Тютрюмов (р. 1959), российский актёр театра и кино, кинорежиссёр.
- 2024 — Стив Альбини (р. 1962), американский вокалист, композитор, гитарист, звукоинженер и музыкальный журналист. Участник группы Shellac, а также бывший участник Big Black, Rapeman и Flour.
- 2025 — Софья Прокофьева (р. 1928), советская и российская детская писательница, поэтесса, переводчик, драматург, сценаристка.

## Народный календарь
Евсеев день / День Евсея / Евсей — овсы сей / Саввы
- С Евсеева дня бывает ещё двенадцать морозов (низовое)[12][13].
- Савва на Савву глядит, тяжёлому май-месяцу последнее жито из закромов выгребать велит[14].
- Когда берёза станет распускаться, сей овёс[15].
- Хоть грязь топчи, а овёс мечи[16].
- Сей овёс в грязь — будет князь[16].
- Много комаров — быть хорошему овсу.